# Kasemen (plaats)
Kasemen is een bestuurslaag in het regentschap Serang van de provincie Banten, Indonesië. Kasemen telt 13.237 inwoners (volkstelling 2010).